# Tridensimilis
Die Vertreter der zur Familie der Schmerlenwelse gehörenden Gattung Tridensimilis werden im deutschen Sprachgebrauch fälschlich als Harnröhrenwelse bezeichnet. Dabei handelt es sich um gesellig lebende Schwarmfische, die sich auch unter die Schwärme von Panzerwelsen und Salmlern mischen. Sie haben nichts mit den eigentlichen Harnröhrenwelsen der Unterfamilie Vandelliinae zu tun, sondern gehören zur Unterfamilie Tridentinae.

## Merkmale
Der Körper von Tridensimilis ist überwiegend transparent; neben den Gräten lassen sich auch weite Teile des Verdauungstraktes wie Leber, Niere, Herz und Darm erkennen. Aufgenommene Nahrung kann so auf ihrem Weg durch den Körper beobachtet werden. Bei trächtigen Weibchen sind auch die Eier zu sehen. Die Tiere werden nur etwa drei Zentimeter lang. Von anderen Schmerlenwelsen unterscheiden sie sich durch eine vor der Rückenflosse angesetzte Afterflosse mit 15 bis 25 Strahlen.

## Lebensweise
Tridensimilis-Arten sind rastlose Schwimmer, die auch nachts nur für kurze Zeit einmal innehalten. Sie ernähren sich bevorzugt von Insektenlarven und kleinen im Wasser lebenden Organismen. Vereinzelt wird ohne nähere Quellenangabe berichtet, dass Aquarianer beobachtet haben, dass zu mehreren gehalte Tridensimilis brevis andere Aquarienfische überfallen und deren Schleimhäute angefressen haben. Andere verlässliche Quellen haben solche Verhaltensweisen nicht berichtet, obwohl sie ihre Tiere in einem Salmler-Gesellschaftsbecken pflegten. In keinem Fall ist bisher über ein blutsaugendes Verhalten berichtet worden.

## Arten
Bisher sind nur zwei Arten bekannt:
- Tridensimilis brevis (Eigenmann & Eigenmann, 1889)

- Tridensimilis venezuelae Schultz, 1944